# Мультиграф

Мультиграф з кратними ребрами (червоні) і петлями (сині). Не всі автори дозволяють мультиграфам мати петлі.

В теорії графів мультиграфом (або псевдографом) називають граф, в якому допускається наявність кратних ребер (їх також називають «паралельними»), тобто є ребра, які мають одні й ті ж кінцеві вершини. Таким чином, дві вершини можуть бути з'єднані більш ніж одним ребром (цим мультиграфи відрізняються від гіперграфів, в яких кожне ребро може з'єднувати будь-яке число вершин, а не рівно дві).
Існує два методи позначення ребер мультиграфа. Деякі говорять, що, як і в випадку графів без кратних ребер, ребро визначається вершинами, які воно з'єднує, але кожне ребро може повторюватися декілька разів. Інші визначають ребра рівноправними з вершинами елементами графа і вони повинні мати власну ідентифікацію.

## Неорієнтовані мультиграфи (ребра без власної ідентифікації)
Формально, мультиграфом G називають впорядковану пару  G:=(V, E), в якій
- V — множина вершин,
- E — мультимножина невпорядкованих пар вершин. Елементи цієї множини називаються ребрами.

Мультиграфи можна використовувати для подавання можливих повітряних шляхів літака. В цьому випадку мультиграф стає орієнтованим і пара орієнтованих паралельних ребер, які зв'язують міста, показує, що можна летіти в обох напрямках — з міста або в місто.
Деякі автори дозволяють мультиграфам мати петлі, тобто ребра, які з'єднують вершину саму з собою, інші називають такі графи псевдографами, а термін мультиграф залишають для графів без петель.

## Орієнтовані мультиграфи (ребра без власної ідентифікації)
Мультиорграф — це орієнтований граф, в якому допустимі кратні дуги, тобто є дуги, які мають однакові початкові і кінцеві вершини.   
Мультиорграфом G називається впорядкована пара G:=(V,A), в якій
- V — множина вершин,
- A — мультимножина впорядкованих пар вершин. Елементи цієї множини називають дугами.

Змішаний мультиграф G:=(V,E, A) можна визначити таким же чином, як і змішаний граф.

## Орієнтовані мультиграфи (ребра з власною ідентифікацією)
Мультиорграфом G називають впорядковану четвірку G:=(V, A, s, t), в якій
- V — множина вершин,
- A — множина дуг,
- {\displaystyle s:A\rightarrow V} призначає кожній дузі початкову вершину,
- {\displaystyle t:A\rightarrow V} призначає кожній дузі кінцеву вершину.

В теорії категорій невеликі категорії можуть бути визначені як мультиорграфи (з дугами, які мають власну ідентифікацію), оснащені законом побудови і петлями для кожної вершини, які служать лівою і правою ідентифікацією для побудови. У зв'язку з цим в теорії категорій під терміном граф зазвичай розуміють «мультиорграф», мультиорграф який лежить в основі категорії називається базовим  орграфом.

## Розмітка
Мультиграфи і мультиорграфи підтримують поняття розмітки однаково, однак в цьому випадку немає єдності термінології. 
Визначення помічені мультиграфи і помічені мультиорграфи схожі, тому тут вкажемо визначення тільки для мультиорграфа.
Визначення 1: Помічений мультиорграф — це помічений граф з мітками на дугах і вершинах. 
Формально: Помічений мультиорграф G — це кортеж з 8 елементів {\displaystyle G=(\Sigma _{V},\Sigma _{A},V,A,s,t,\ell _{V},\ell _{A})}, в якому 
- V — множина вершин і A — множина дуг,
- {\displaystyle \Sigma _{V}} і {\displaystyle \Sigma _{A}} —  кінцевий алфавіт, доступний для розмітки дуг і вершин,
- {\displaystyle s\colon A\rightarrow \ V} і {\displaystyle t\colon A\rightarrow \ V} — два відображення, які визначають початкову і кінцеву вершини дуги,
- {\displaystyle \ell _{V}\colon V\rightarrow \Sigma _{V}} і {\displaystyle \ell _{A}\colon A\rightarrow \Sigma _{A}} — два відображення, які описують розмітку вершин і дуг.

Визначення 2: Помічений мультиорграф — помічений орграф з кратними поміченими дугами, тобто дугами з тими ж кінцями і тими ж мітками (це відрізняється від поняття, даного в статті «Розмітка графа»).

## Зовнішні посилання
- Paul E. Black, Multigraph at the NIST Dictionary of Algorithms and Data Structures.